# Mănăstireni, Cluj
Mănăstireni este satul de reședință al comunei cu același nume din județul Cluj, Transilvania, România.

## Persoane cunoscute
- Marcela Saftiuc (n. 1951) – cantautoare de muzică folk, profesoară de franceză, traducătoare;